# Coulommiers-la-Tour
Coulommiers-la-Tour é uma comuna francesa na região administrativa do Centro, no departamento Loir-et-Cher. Estende-se por uma área de 11,97 km². Em 2010 a comuna tinha 575 habitantes (densidade: 48 hab./km²).